# Kizljar
Kizljar (russisk: Кизля́р) er en by i den sydrussiske republik Dagestan med 48.078(2014) indbyggere beliggende ved floden Terek ca. 221 km nordvest for republikkens hovedstad Makhatsjkala.

## Historie
Den første omtale af Kizljar stammer helt tilbage fra 1609, selv om omtalen kan være en misforstået henvisning til Samadar. I 1735 opførte den russiske regering en fæstning i Kizljar, og i det 17 og 1800-tallet fungerede Kizljar som handelsstation for den russiske handel med Mellemøsten og Centralasien.
Fra 1800-tallet har Kizljar været et lokalt center for vindyrkning og produktion. Den lokale "cognac fabrik" (russisk: Кизлярский Коньячный Завод) producerer en række forskellige alkoholiske drikke, men har primært specialiseret sig i en lokal variant af brandy, der dog markedsføres over hele Rusland som cognac.
I januar 1996 blev Kizljar invaderet af en gruppe tjetjenske terrorister, der angreb byens lufthavn og et hospital og dræbte 78 russiske soldater.

## Økonomi- og Transport
I Kizljar findes der elektroniske fremstillingsvirksomheder og en omfattende fødevareindustri.
Gennem Kizljar løber jernbanen Makhatjkala-Astrakhan (bygget i 1942), hvor den har forbindelse med Nordkaukasiske jernbane Rostov ved Don-Vladikavkaz-Grosnij-Kizljar. Jernbanestrækningen blev afbrudt i flere dage i efteråret 1942 af fremskudte tyske tropper, men de blev hurtigt presset tilbage, og jernbanetrafikken kunne genoprettes. Således er jernbanelinjen i Kizljar formentlig det østligste punkt (et par kilometer fra kysten af det Kaspiske Hav), tyske tropper avancerede under 2. verdenskrig.

## Befolkning
| 1959   | 1970   | 1979   | 1989   | 1996   | 2002   | 2007   | 2010   | 2012   | 2014   |
| ------ | ------ | ------ | ------ | ------ | ------ | ------ | ------ | ------ | ------ |
| 25.600 | 29.700 | 31.300 | 39.700 | 43.600 | 48.500 | 48.700 | 48.984 | 48.579 | 48.078 |

## Berømte personer fra Kizljar
- Pjotr Ivanovitj Bagration – Russiske general og nationalhelt under Napoleonskrigene (1765 – 1812)